# Антелиас
Антелиас (араб. أنطلياس‎) — городок в Ливане, расположенный примерно в 5 км к северу от Бейрута.
Большинство жителей — христиане (марониты, греко-католики, греко-православные и армяне). В Антелии находится монастырь Святого Эли, а также резиденция армянского апостольского католикоса Киликии, который до геноцида армян проживал в Сисе, ныне Козан (Турция).

## Этимология
Оригинальное греческое название ἀντήλιος происходит от слов ἀντί (анти) «против» и ἥλιος (гелиос) «Солнце» — означает «смотрящий на Солнце».

## История
Антелиас известен археологической находкой Кзар-Акил, где, среди прочего, был найден скелет анатомически современного человека возрастом 40000 лет. В 1895 г. была построена церковь Св. Эли. В монастыре Св. Эли в 1840 году был подписан исторический договор (Аммият Антелиас, араб. عامية أنطلياس‎) между различными религиозными общинами в Ливане, чтобы сформировать коалицию против османской оккупации.